# 丰克维莱
丰克维莱（法語：Foncquevillers，法語發音：[fɔ̃kvile]）是法国上法蘭西大區加来海峡省的一个市镇，属于阿拉斯区。

## 地理
丰克维莱（50°8'53"N, 2°37'51"E）面积9.3 平方千米，位于法国上法蘭西大區加来海峡省，该省份为法国北部沿海省份，西北濒北海，南至索姆省，东临北部省。
与丰克维莱接壤的市镇（或旧市镇、城区）包括：阿讷康普、萨伊欧布瓦、苏阿斯特、巴扬库尔、比安维莱欧布瓦、比夸、戈姆库尔、埃比泰尔讷。
丰克维莱的时区为UTC+01:00、UTC+02:00（夏令时）。

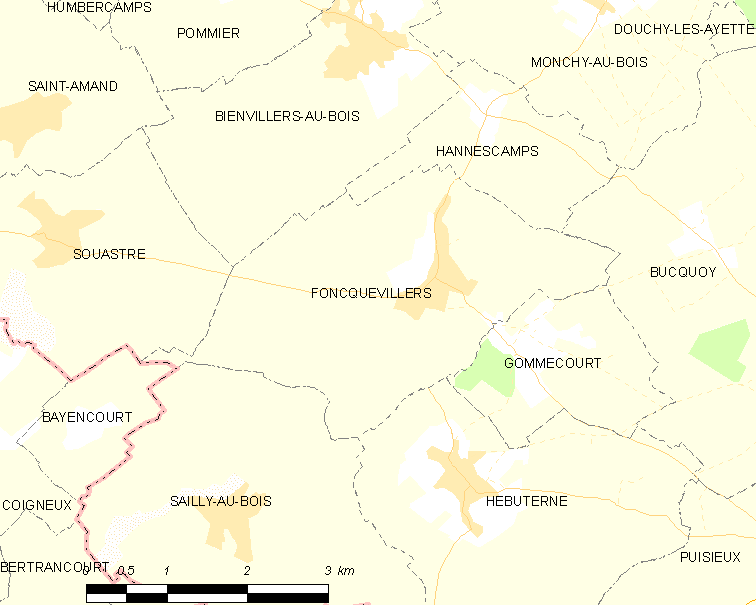
丰克维莱的OSM定位图

## 行政
丰克维莱的邮政编码为62111，INSEE市镇编码为62341。

## 政治
丰克维莱所属的省级选区为阿韦讷勒孔特县。

## 人口

1962-2008年间丰克维莱人口变化图示

丰克维莱于2022年1月1日时的人口数量为393人。